# Alex Theus
Alex Theus, né le 13 avril 1952 et mort le 22 juin 2024, est un pianiste suisse.

## Biographie
Alex Theus se met très tôt, dès l'âge de trois ans, à son instrument. Il entreprend tout d'abord des études classiques au Conservatoire de Lausanne et à l'Institut de Ribaupierre. Très vite pourtant, il se détourne de la voie classique, celle-ci ne correspondant pas véritablement à son caractère ni à sa curiosité musicale. Improvisateur à l'esprit libertaire, c'est en autodidacte averti qu'il s'oriente alors vers le jazz et ses dérivés. Il fréquente la Swiss Jazz School de Berne et le Conservatoire de Fribourg, avant d'entrer à l'école de jazz et de musique actuelle de Lausanne (EJMA).
Précurseur du free jazz, de la fusion, du hard-bop ou du latin-jazz en Suisse romande, il cherche avant tout une voie d'expression qui lui soit propre. Musicien instinctif, Alex Theus trouve dans la musique un moyen d'exprimer les idées qu'il ne peut énoncer dans le cadre restrictif et rationalisé du langage. Il est ainsi connu pour se passer de partitions, ou de faire de ses feuilles de compositions de véritables œuvres d'art brut.
Alex Theus commence à jouer dans les petites salles et caveaux jazz de Lausanne au tournant des années 1970-1980. Il monte sur scène avec Jean-Yves Petiot, Daniel Genton, Jean-Pierre Pasquier, le groupe Real Time ou l'Alex Theus Progressiv Gang. En tant que figure de plus en plus incontournable de la scène jazz de Suisse romande, il prend par la suite part à de nombreux projets artistiques portés par des musiciens d'importance. Il fait ainsi partie de l'aventure Piano Seven, pendant les deux premières années, en 1988 et 1989, avant de connaître quelques problèmes de santé. Il revient en 1995, encouragé par Christo Christov, et enregistre un album avec Antoine Auberson et Daniel Perrin. Il collabore également avec les monstres sacrés que sont Léon Francioli et Daniel Bourquin au projet Y a pas de mal à quoi, entre 1991 et 2007, avec un album enregistré en 2002.

## Sources
- « Alex Theus », sur la base de données des personnalités vaudoises sur la plateforme « Patrinum » de la Bibliothèque cantonale et universitaire de Lausanne.
- Borgeaud, Pierre-Yves, "Pour Alex Theus, le jazz reste un voyage dans l'inconnu", 24 Heures, 1995/12/04, p. 37
- Robert, Arnaud, "Trois missionnaires au pays du jazz",  Le Temps, n° 488, 1999/09/16.